# Stefano Bensi
Stefano Bensi (Schifflange, 11 augustus 1988) is een voetballer uit Luxemburg, die als aanvaller speelt. Hij tekende in 2012 een contract bij de Luxemburgse club CS Fola Esch. Zijn voornaam wordt soms ook gespeld als Stephano.

## Interlandcarrière
Bensi kwam meer dan vijftig keer uit voor de nationale ploeg van Luxemburg. Onder leiding van bondscoach Guy Hellers maakte hij zijn debuut op zaterdag 11 oktober 2008 in de WK-kwalificatiewedstrijd tegen Israël (1-3).

## Erelijst
F91 Dudelange
- Landskampioen

2009, 2011
- Beker van Luxemburg

2009
 CS Fola Esch
- Landskampioen

2013, 2015
- Topscorer Nationaldivisioun

2013 (20 goals)